# Filarmonica Națională „Serghei Lunchevici”
Filarmonica Națională „Serghei Lunchevici” este o instituție teatral-concertistică și sală de concerte din Chișinău (Republica Moldova), fondată în 1940. Repertoriul filarmonicii cuprinde lucrări ale muzicii clasice, populare, ușoare, ale stilului jazz și ale muzicii sacre.
Din orchestra filarmonicii fac parte peste 80 de instrumentiști profesioniști, activitatea acesteia cuprinzând turnee cu concerte și spectacole de operă și balet în țări ca Belarus, Italia, România, Spania, Rusia și Ucraina. Din anul 2006 în cadrul filarmonicii și-a început activitatea orchestra de muzică populară „Folclor”, iar din anul 2012, formația „Millenium”.
În septembrie 2020, clădirea filarmonicii a fost puternic afectată de un incendiu, în urma căruia s-a prăbușit o parte din tavanul sălii mari.

## Legături externe
Materiale media legate de Filarmonica Națională „Serghei Lunchevici” la Wikimedia Commons
- Site web oficial Arhivat în 15 mai 2015, la Wayback Machine.